# 朱尼奧·瓦莱里奥·博尔盖塞

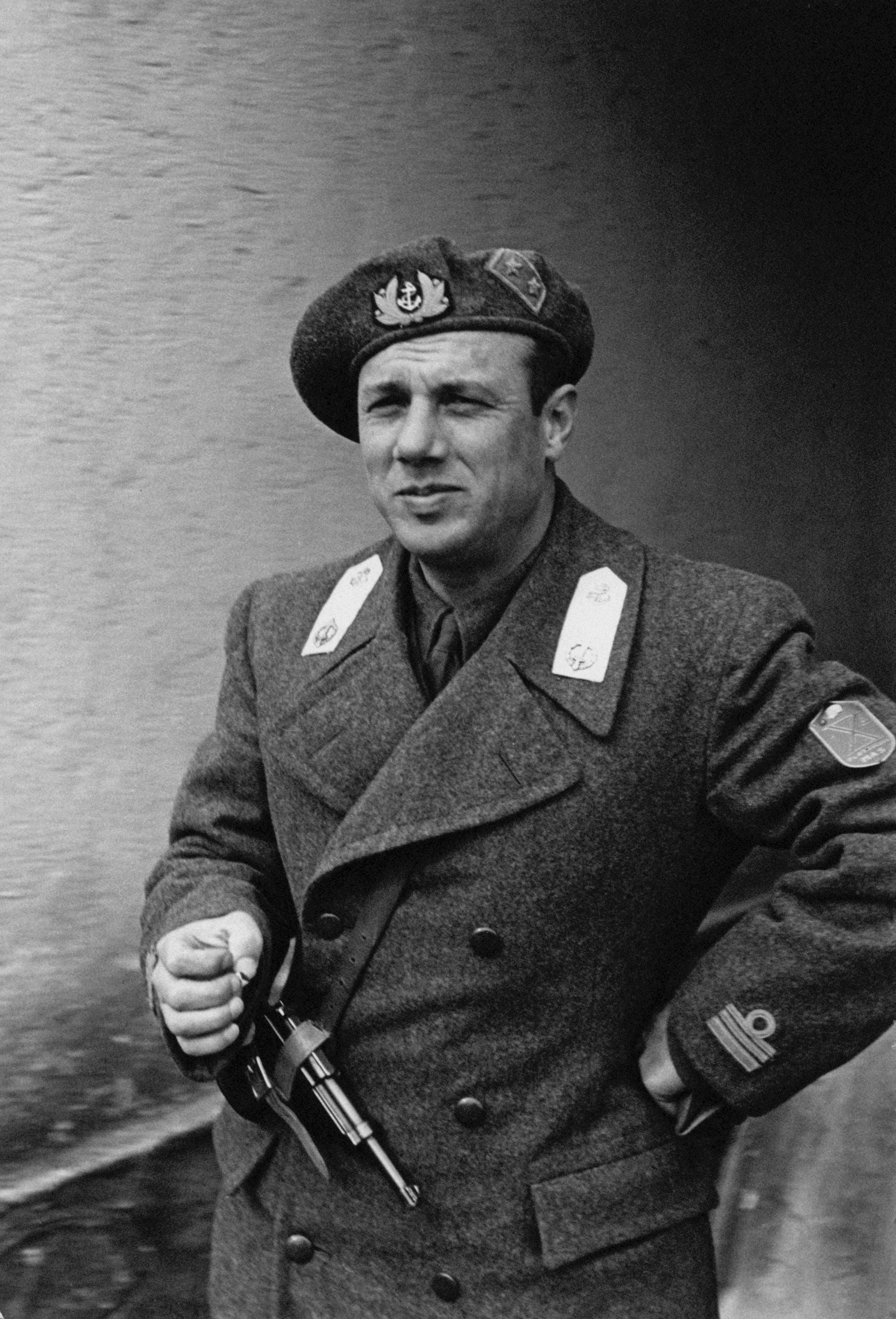
朱尼奧·瓦莱里奥·博尔盖塞

朱尼奧·瓦莱里奥·博尔盖塞（1906年6月6日—1974年8月26日）是贝尼托·墨索里尼执政期间的意大利海军军官，也是战后意大利的一位新法西斯主義政客。1970年，他参与策划了新法西斯主义政变，被新闻界发现后，政变被叫停；博尔盖塞随后逃往西班牙，在那里度过了余生。